# Legame σ

Classico legame sigma tra due atomi.

Legami sigma formati da diversi tipi di orbitali atomici

Il legame di tipo σ (sigma) avviene tra due atomi che mettono in comune un elettrone ciascuno (avendo tali elettroni spin opposti) e si forma con la sovrapposizione di un orbitale di un atomo con un orbitale di un altro atomo.
La formazione del legame è spiegata sia dalla teoria del legame di valenza sia dalla teoria degli orbitali molecolari.
Nel caso in cui due atomi di una molecola siano legati da un legame semplice, tale legame sarà un legame σ. Se invece due atomi sono legati da un doppio legame, tale doppio legame sarà costituito da un legame σ e un legame π. Infine, se due atomi sono legati da un triplo legame, tale triplo legame sarà costituito da un legame σ e due legami π.
Ciò che differenzia principalmente il legame σ dal legame π è il tipo sovrapposizione degli orbitali: nel caso del legame σ gli orbitali di entrambi gli atomi si sovrappongono frontalmente, cioè lungo la congiungente dei due nuclei degli atomi interessati nel legame, con una simmetria assiale. Di conseguenza, il legame σ è più forte del legame π. Inoltre la sovrapposizione crea una zona, detta zona di ricopertura, che permette di definire quanto il legame sia forte: maggiore è la zona di ricopertura, tanto più forte sarà il legame σ. Questo tipo di legame non presenta piani nodali.
Il legame σ permette la libera rotazione attorno all'asse di legame, a differenza del legame π; a temperatura ambiente nelle molecole che presentano un legame σ i due frammenti da esso uniti possono ruotare, e sono quindi possibili per tale molecola conformazioni che possono essere diverse a seconda dell'angolo di rotazione di un frammento rispetto all'altro, con la possibilità quindi di generare conformeri.